# Все в семье (фильм)
«Все в семье» (кит. 花飛滿城春, англ. All in the Family) — гонконгский фильм режиссёра Чжу Му, вышедший в 1975 году.

## Сюжет
Господин Ху созывает семью к своей постели, находясь при смерти. После смерти трое его сыновей делят имущество, оставив мать и сестру ни с чем. Затем сестра разговаривает с матерью и задумывает план, чтобы сыновья ответили за несправедливость. Она распускает слух, что мать на самом деле очень богата. Сыновья немедленно приходят домой и соперничают между собой за благосклонность, чтобы заполучить её деньги…
Леди-весна устала от своего мужа Ма и положила глаз на Сяо Тана, парня-рикшу. Сяо Тан влюблён в Сяо Линцзы. Тем не менее, Сяо Линцзы состоит в браке с Чан Сюнем. Сяо Тан сожалеет об этом и заводит роман с Леди-весной. Несмотря на то, что Ма узнаёт об этом, он слишком занят, чтобы разбираться в этом…

## В ролях
| Актёр       | Роль                    |
| ----------- | ----------------------- |
| Тянь Ни     | Ху Лиши                 |
| Лау Ятфань  | Ху Июань                |
| Ингрид Ху   | Ху Сыси                 |
| Нэнси Лян   | Ху Яньши                |
| Ся Вэнь     | Ху Чуши                 |
| Юй Цянь     | Чунь Люнян / Леди-весна |
| Джеки Чан   | Сяо Тан                 |
| Ми Лань     | Сяо Линцзы              |
| Дин Сэк     | Ху Эрюань               |
| Хао Люйжэнь | старик Хэ               |
| Оуян Шафэй  | госпожа Хэ              |
| Джеймс Тянь | горожанин               |
| Картер Вон  | полицейский             |
| Саммо Хун   | рикша                   |

## Обзор
Джеки Чан играет рикшу. В фильме есть одна из двух постельных сцен, в которой Чан принимал участие, вторая такая сцена была в фильме «Инцидент в Синдзюку». Это один из немногих фильмов с Чаном, в котором не было ни драк, ни трюков.
В 2006 году в Information Times процитировали ответ Чана на статью в СМИ Гонконга о фильме:
"Я должен был делать всё, чтобы заработать на жизнь 31 год назад, но я не думаю, что это большое дело, даже Марлон Брандо был обнажённым в своих фильмах", сказал Чан. "Порнофильмы в то время были более консервативными, чем нынешние", сказал он. Граждане Гонконга сказали местным СМИ, что Чан снимался в порнофильме «Все в семье» в 1975 году со звездой порнофильмов, которая уже была известна в то время. В Гонконге вышел фильм режиссёра Чжу Му, отмеченный как комедия.